# Maale Iron
Maale Iron (en hebreo: מעלה עירון) (en árabe: طلعة عارة) es un concejo local árabe-israelí ubicado en el Distrito de Haifa, en Israel, y forma parte de la región de Wadi Ara. La ciudad está constituida por las cinco aldeas árabes de Baiada, Musmus, Salim, Musheirifa y Zalafa. Las aldeas fueron unidas por el Ministerio del Interior de Israel para formar el concejo local. De acuerdo con la Oficina Central de Estadísticas de Israel, Maale Iron tenía una población de 12.100 habitantes en 2005, en su mayoría son ciudadanos árabes musulmanes.